# Эрхардт, Герман (актёр)
Герман Эрхардт (нем. Hermann Erhardt, настоящая фамилия Герман Майер нем. Hermann Maier; 9 января 1903, Ландсхут, Германская империя — 30 ноября 1958, Вена, Австрия) — немецкий актёр.

## Биография
Герман Эрхардт родился 9 января 1903 году в городе Ландсхут, Германская империя. С 1920 лет выступал на сценах различных провинциальных театров, в 1930-х — в баварских Бауэр-театрах. С середины 1930-х годов Эрхардт начал сниматься в кино, сыграв за время своей актёрской карьеры роли в более чем 50-ти фильмах.
В 1939 году Эрхардт был ангажирован для труппы венского Театра в Йозефштадте, где работал до 1954 года.
После аншлюса Австрии Третьим Рейхом продолжал сниматься на венских студиях, в том числе и в нацистских пропагандистских фильмах, в частности в «Возвращении домой».
После Второй мировой войны успешно продолжил свою кинокарьеру как актёр второго плана. Дважды сыграл роль Германа Геринга в американском фильме «Волшебное лицо» Фрэнка Таттла и в немецко-австрийском «Последнем акте» Георга Вильгельма Пабста.
Умер Герман Эрхардт 30 ноября 1958 года в Вене, где и похоронен на Гринцингском кладбище.